# دهستان فروغن
فروغن، دهستانی است از توابع بخش روداب و در شهرستان سبزوار استان خراسان رضوی ایران.

## جمعیت
جمعیت این دهستان بر اساس سرشماری سال ۱۳۸۵ جمعیت آن ۴٬۱۵۱ نفر (۱٬۱۸۲ خانوار)
بوده است.